# Các ban, ngành, đơn vị trực thuộc Ủy ban nhân dân thành phố Hà Nội
Ban, ngành, đơn vị trực thuộc Ủy ban nhân dân thành phố Hà Nội bao gồm các ban, đơn vị thuộc khối an ninh-tư tưởng, đơn vị thuộc khối tư pháp, tài chính... không thuộc các cơ quan chuyên môn thuộc Ủy ban nhân dân thành phố Hà Nội.
Hiện tại có 12 ban, ngành và đơn vị trực thuộc Ủy ban nhân dân thành phố Hà Nội.

## Chức năng và nhiệm vụ
Ban, ngành, đơn vị trực thuộc Ủy ban nhân dân Thành phố được thành lập để phù hợp với nhiệm vụ riêng của thành phố Hà Nội. Với mục đích tham mưu, quản lý lĩnh vực đặc thù được nhà nước quy định và do Ủy ban nhân dân thành phố phân công và ủy nhiệm.
Mỗi ban, ngành, đơn vị có nhiệm vụ đặc thù riêng, thường ít chồng chéo lên nhau. Các cơ quan này thường độc lập so với cơ quan cấp trên.

## Tổ chức
Các ban, ngành, đơn vị trực thuộc Ủy ban nhân dân thành phố Hà Nội hiện nay:
1. Viện Nghiên cứu Phát triển Kinh tế - Xã hội Hà Nội
2. Viện Quy hoạch Xây dựng Hà Nội
3. Quỹ Đầu tư phát triển
4. Ban Quản lý dự án đầu tư xây dựng công trình hạ tầng kỹ thuật và nông nghiệp thành phố Hà Nội
5. Ban Quản lý dự án đầu tư xây dựng công trình dân dụng thành phố Hà Nội
6. Ban Quản lý dự án đầu tư xây dựng công trình giao thông thành phố Hà Nội
7. Ban Quản lý dự án đường sắt đô thị Hà Nội
8. Trung tâm Bảo tồn Di sản Thăng Long Hà Nội
9. Báo Kinh tế và Đô thị
10. Đài Phát thanh - Truyền hình Hà Nội
11. Trường Đại học Thủ đô Hà Nội
12. Công ty TNHH MTV Nhà xuất bản Hà Nội

Tùy vào chức năng và nhiệm vụ người đứng đầu các ban, ngành, đơn vdị trực thuộc có quyền hạn và nhiệm vụ khác nhau.